# John Devitt
John Devitt   (Granville, 4 de febrer de 1937 - 17 d'agost de 2023) fou un nedador australià, guanyador de quatre medalles olímpiques, que va competir durant la dècada de 1950.
Especialista en la modalitat de crol, va participar als 19 anys en els Jocs Olímpics d'Estiu de 1956 realitzats a Melbourne (Austràlia), on va aconseguir guanyar la medalla d'or en la prova de relleus 4x200 metres lliures, establint un nou rècord del món l'equip australià amb un temps de 8:23.6 minuts, i la medalla de plata en els 100 metres lliures. En els Jocs Olímpics d'Estiu de 1960 realitzats a Roma (Itàlia) aconseguí guanyar la medalla d'or en la prova dels 100 metres lliures, establint un nou rècord olímpic amb un temps de 55.2 segons, i la medalla de bronze en la prova de relleus 4x200 metres lliures.
Al llarg de la seva carrera també guanyà tres medalles en els Jocs de l'Imperi Britànic i de la Comunitat, totes elles d'or.
En acabar els Jocs de Roma es va retirar i va començar a treballar per a Speedo. De venedor va passar a ser el gerent europeu, i més tard, el gerent de la secció Internacional. A la dècada de 1980 entrà a treballar al Comitè Olímpic Australià (AOC), formant part de la candidatura guanyadora de Sydney per als Jocs Olímpics d'Estiu de 2000.
El 1979 fou inclòs a l' International Swimming Hall of Fame i el 1986 a l'Sport Australia Hall of Fame.